# Kidda

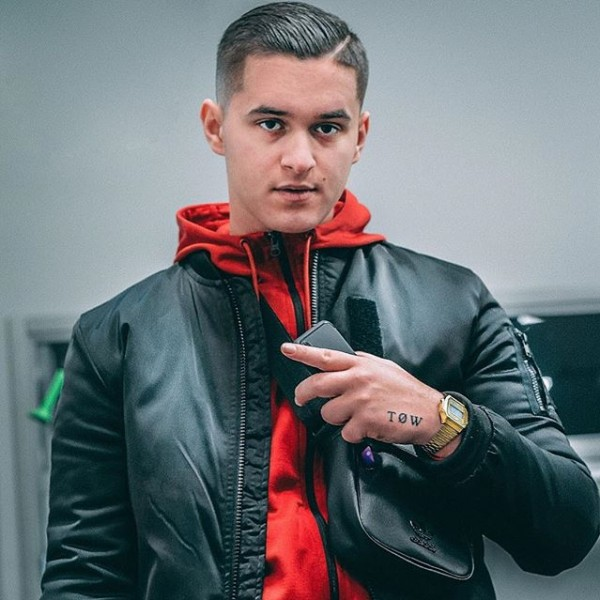
Kidda (2018)

Kidda (* 7. August 1997 in Gävle, Schweden; bürgerlich Mërgim Kida), Eigenschreibweise auch KIDDA, ist ein schwedischer Rapper mit kosovarischer Abstammung.

## Leben
Kida wurde in Gävle geboren und wuchs in Malmö auf. In mehreren Interviews gab er an, dass er in einem der ärmeren Viertel aufgewachsen sei. Um nicht in Schwierigkeiten mit der täglichen Kriminalität zu geraten, hatte er sich neben Boxen und Fußball sehr für Musik interessiert. Selbst während des Unterrichts habe er an Beats gearbeitet, um später darauf zu Rappen.
Seitdem veröffentlicht Kidda, der unter dem Künstlernamen Kidda auftritt, kontinuierlich Songs und Videosongs. Mit dem Lied E Imja, das in Zusammenarbeit mit DJ A-Boom entstand, konnte er die Schweizer Singlecharts erreichen. Kida ist regelmäßiger Gast in Shows im Kosovo, unter anderem in der Show 1 Kafe prej Shpis vom Fernsehsender R21.

## Diskografie

### Singles
| Jahr | Titel Album | Höchstplatzierung, Gesamtwochen, AuszeichnungChartplatzierungen (Jahr, Titel, Album, Platzierungen, Wochen, Auszeichnungen, Anmerkungen) | Höchstplatzierung, Gesamtwochen, AuszeichnungChartplatzierungen (Jahr, Titel, Album, Platzierungen, Wochen, Auszeichnungen, Anmerkungen) | Höchstplatzierung, Gesamtwochen, AuszeichnungChartplatzierungen (Jahr, Titel, Album, Platzierungen, Wochen, Auszeichnungen, Anmerkungen) | Anmerkungen                                            |
| Jahr | Titel Album | DE | AT | CH | Anmerkungen                                            |
| ---- | ----------- | --- | --- | --- | ------------------------------------------------------ |
| 2017 | E imja –    | — | — | CH36 (1 Wo.)CH | Erstveröffentlichung: 16. Juni 2017 mit DJ A-Boom      |
| 2020 | Malli –     | DE— aDE | — | CH20 (13 Wo.)CH | Erstveröffentlichung: 3. Juli 2020                     |
| 2020 | Cataleya –  | — | — | CH51 (3 Wo.)CH | Erstveröffentlichung: 3. Juli 2020                     |
| 2021 | Pale –      | DE57 (1 Wo.)DE | AT51 (1 Wo.)AT | CH26 (3 Wo.)CH | Erstveröffentlichung: 12. März 2021 feat. Dardan       |
| 2022 | Low –       | — | — | CH40 (2 Wo.)CH | Erstveröffentlichung: 7. Oktober 2022                  |
| 2022 | Anaconda –  | — | — | CH86 (1 Wo.)CH | Erstveröffentlichung: 16. Dezember 2022 mit Tayna      |
| 2024 | Ça je –     | — | — | CH18 (5 Wo.)CH | Erstveröffentlichung: 16. Juni 2024                    |
| 2025 | Inati –     | — | — | CH49 (1 Wo.)CH | Erstveröffentlichung: 4. Februar 2025 mit Yll Limani   |
| 2025 | Lema –      | — | — | CH43 (3 Wo.)CH | Erstveröffentlichung: 11. Juli 2025                    |
| 2025 | Qa ki? –    | — | — | CH82 (… Wo.)CH | Erstveröffentlichung: 25. Juli 2025 mit Kidda & Dardan |

Weitere Singles
- 2016: In My Zone
- 2016: Right Here
- 2016: Badman Tune (feat. DJ A-Boom)
- 2017: Like Dat
- 2017: A m’foli mu
- 2018: Komedi (feat. S4MM)
- 2018: Bye Bye
- 2018: Flake (feat. Ermal Fejzullahu)
- 2018: My Money
- 2018: SA KE TI
- 2018: Mega
- 2019: Jump on It
- 2019: Bella
- 2019: Coco
- 2019: Zemra ime
- 2020: Qa po thu
- 2020: Loca